# Masterboy
A Masterboy 1990-ben létrehozott német eurodance együttes. Alapító tagjai Enrico Zabler és Thomas Jürgen Schleh (DJ Klubbingman) voltak.
Az első sikereket Trixi Delgado révén a "Generation of Love" című dallal érték el 1995-ben. Trixi Delgado később kilépett az együttesből, őt váltotta Linda Rocco. 1998-ban Linda Rocco is távozott, helyére Annabell Kay érkezett.
2013-ban visszatért a Masterboy-ba Trixi Delgado. Mivel 2012-től újra hódítanak a 90-es évek zenéi, úgynevezett retro party keretein belül adják elő legismertebb dalaikat. Fellépéseiken előadják a Love Message című számot is, melyet a Masterboy hangszerelt.

## Albumok
| The Masterboy Family                    | - Release date: 1991 - Label: Polydor - Formats: CD           | —  | —  | —  | —  | —  |
| Feeling Alright                         | - Release date: 1993 - Label: Polydor - Formats: CD           | —  | —  | —  | —  | —  |
| Different Dreams                        | - Release date: 15 August 1994 - Label: Polydor - Formats: CD | —  | —  | 19 | —  | 23 |
| Generation of Love - The Album          | - Release date: 1995 - Label: Club Zone - Formats: CD         | 36 | —  | 37 | —  | 29 |
| Colours                                 | - Release date: 1996 - Label: Club Zone - Formats: CD         | —  | 27 | 32 | 58 | 39 |
| Best of Masterboy                       | - Release date: 3 July 2000 - Label: Zeitgeist - Formats: CD  | —  | —  | 54 | —  | —  |
| "—" denotes releases that did not chart |                                                               |    |    |    |    |    |

## Dalok
| 1990                                                                       | "Dance to the Beat""              | —  | —  | —  | —  | 26 | —  | —  | —  | —   |  | The Masterboy Family           |
| 1991                                                                       | "Shake It Up and Dance"           | —  | —  | —  | —  | 32 | —  | —  | —  | —   |  | The Masterboy Family           |
| 1992                                                                       | "Keep on Dancing"                 | —  | —  | —  | —  | —  | —  | —  | —  | —   |  | The Masterboy Family           |
| 1992                                                                       | "O-Oh Noche Del Amor"             | —  | —  | —  | —  | —  | —  | —  | —  | —   |  | Single only                    |
| 1993                                                                       | "Fall in Trance"                  | —  | —  | —  | —  | —  | —  | —  | —  | —   |  | Feeling Alright                |
| 1993                                                                       | "Everybody Needs Somebody"        | 24 | —  | 15 | —  | 41 | —  | —  | —  | —   |  | Feeling Alright                |
| 1994                                                                       | "I Got to Give It Up"             | 25 | —  | 17 | 41 | 13 | —  | —  | 17 | —   |  | Different Dreams               |
| 1994                                                                       | "Feel the Heat of the Night"      | 10 | —  | —  | 2  | 8  | —  | 37 | 16 | 91  |  | Different Dreams               |
| 1994                                                                       | "Is This the Love"                | 8  | —  | 19 | 12 | 11 | —  | 37 | 20 | —   |  | Different Dreams               |
| 1994                                                                       | "Different Dreams"                | —  | —  | —  | 16 | —  | —  | —  | —  | —   |  | Different Dreams               |
| 1995                                                                       | "Megamix"                         | —  | —  | —  | 11 | —  | —  | —  | —  | —   |  | Single only                    |
| 1995                                                                       | "Generation of Love"              | 15 | 12 | 6  | 8  | 16 | —  | 20 | 19 | —   |  | Generation of Love - The Album |
| 1995                                                                       | "Anybody (Movin' On)"             | 20 | 16 | 8  | 20 | 26 | —  | 22 | 29 | 140 |  | Generation of Love - The Album |
| 1996                                                                       | "Land of Dreaming"                | 26 | —  | 15 | 22 | 12 | 19 | 32 | 20 | 81  |  | Generation of Love - The Album |
| 1996                                                                       | "Mister Feeling"                  | 20 | —  | —  | —  | 12 | —  | —  | 16 | —   |  | Colours                        |
| 1996                                                                       | "Show Me Colours"                 | 23 | —  | 10 | 31 | 24 | —  | 44 | 42 | —   |  | Colours                        |
| 1997                                                                       | "Just For You"                    | —  | —  | —  | —  | 50 | —  | —  | 50 | —   |  | Colours                        |
| 1997                                                                       | "La Ola Hand In Hand"             | —  | —  | —  | —  | 44 | —  | —  | —  | —   |  | Colours                        |
| 1998                                                                       | "Dancin' Forever"                 | —  | —  | —  | —  | 55 | —  | —  | —  | —   |  | Single only                    |
| 1999                                                                       | "Porque te vas"                   | —  | —  | —  | —  | 26 | —  | —  | 21 | —   |  | Best of Masterboy              |
| 1999                                                                       | "I Like to Like It"               | —  | —  | —  | —  | 47 | —  | —  | 69 | —   |  | Best of Masterboy              |
| 2000                                                                       | "Feel the Heat 2000"              | —  | —  | —  | —  | 87 | —  | —  | —  | —   |  | Best of Masterboy              |
| 2001                                                                       | "Ride Like the Wind"              | —  | —  | —  | —  | —  | —  | —  | —  | —   |  | Singles only                   |
| 2002                                                                       | "I Need a Lover Tonight"          | —  | —  | —  | —  | 72 | —  | —  | —  | —   |  | Singles only                   |
| 2003                                                                       | "Feel the Heat of the Night 2003" | 51 | —  | —  | —  | 67 | —  | —  | —  | —   |  | Singles only                   |
| 2018                                                                       | "Are You Ready (We Love the 90s)" | -  | —  | —  | —  | -  | —  | —  | —  | —   |  |                                |
| "*" denotes unknown peak positions "—" denotes releases that did not chart |                                   |    |    |    |    |    |    |    |    |     |  |                                |